# Острувек (Отвоцький повіт)
Острувек (пол. Ostrówek) — село в Польщі, у гміні Карчев Отвоцького повіту Мазовецького воєводства.
Населення — 188 осіб (2011).
У 1975—1998 роках село належало до Варшавського воєводства.

## Демографія
Демографічна структура станом на 31 березня 2011 року:
|          | Загалом | Допрацездатний вік | Працездатний вік | Постпрацездатний вік |
| -------- | ------- | ------------------ | ---------------- | -------------------- |
| Чоловіки | 89      | 24                 | 57               | 8                    |
| Жінки    | 99      | 27                 | 58               | 14                   |
| Разом    | 188     | 51                 | 115              | 22                   |